# Anders Leijonhielm
Den här sidan handlar om Anders Leijonhielm född 1655. För hans sonson, se Anders Leijonhielm (1727–1792).
Anders Leijonhielm, född 20 januari 1655, död 27 december 1727 i Jönköping, var en svensk friherre, militär och ämbetsman.

## Biografi
Anders Leijonhielm föddes 1655. Han var son till översten och kommendanten Erik Leijonhielm och Christina Andersdotter. Han inskrevs 1670 som student vid Lunds universitet, blev volontär vid livgardet till fot 1673 och fänrik vid Kalmar regemente 2 december 1674. Då Kristianstad togs med storm 1676 blev Leijonhielm fången, men utväxlades redan samma år. 1677 befordrades han till löjtnant vid Kalmar regemente och 1683 till kapten vid samma regemente.
Vid Stora nordiska krigets utbrott deltog han vid landstigningen på Seland 1700 och blev 1701  major. Leijonhielm deltog senare vid slaget vid Klissow 1702 och belägringen av Thorn 1703. I slaget vid Latovick blev han tillfångatagen och förd till Preussen, men utväxlades snart. Han deltog i slaget vid Poltava, där han fick sitt vänstra ben avskjutet av en kanonkula. Han lyckades dock trots detta ta sig med Karl XII till Bender, där han närvarade vid kalabaliken 1713.
1709 hade Leijonhielm utnämnts till överstelöjtnant och 1710 till överste för Jönköpings regemente. Efter hemkomsten utsågs han 1714 till landshövding i Linköpings län. 1718 befordrades Leijonhielm till generalmajor, och samma år bytte han landshövdingsposten i Linköpings län mot en i Jönköpings län. 29 juli 1719 erhöll Leijonhielm friherrlig värdighet.

### Familj
Leijonhielm gifte sig 11 november 1687 i Göteborg med Ebba Emerentia Leijoncrantz (1657–1717), dotter till burggreven Gerhard Leijoncrantz och Brita Norfelt. De fick tillsammans barnen Erik Leijonhielm (född 1688), Brita Christina Leijonhielm (1690–1728) som var gift med majoren Lars Fixenhielm, Maria Sofia Leijonhielm (död 1724) som var gift med sekreteraren Hans Hagström, ryttmästaren Gerhard Leijonhielm (1695–1739) vid Östgöta kavalleriregemente, Catharina Hedvig Leijonhielm (1697–1781) som var gift med kaptenen Börje Tigerklou, Carl (1698–1716) och löjtnanten Johan Leeijonhielm (1700–1747).